# William Kamkwamba

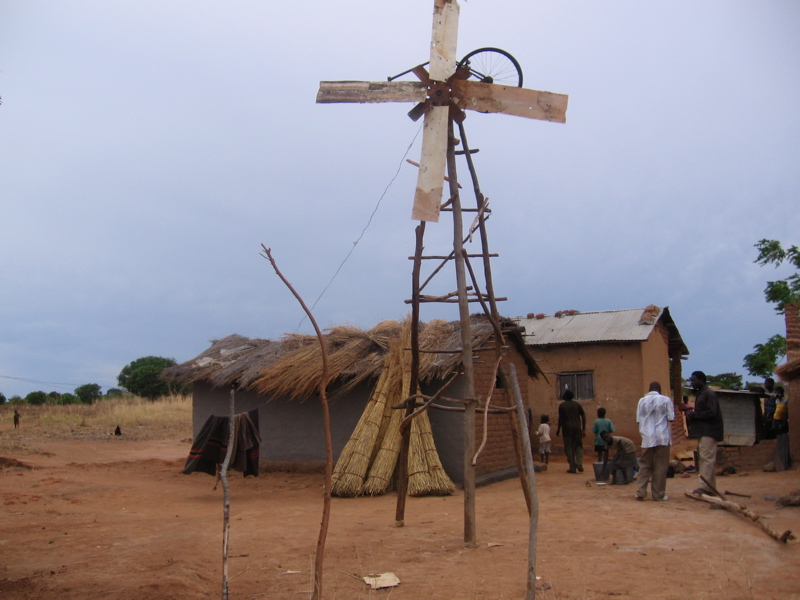
A primeira turbina eólica

William Kamkwamba (Kasungu, 5 de agosto de 1987) é um inventor, engenheiro e autor do Maláui. Ganhou fama em seu país em 2001 quando construiu uma turbina eólica para alimentar vários eletrodomésticos na casa de sua família em Wimbe (32 km a leste de Kasungu) usando árvores de goma azul, partes de bicicletas e materiais coletados em um ferro-velho local. Desde então, ele construiu uma bomba de água movida a energia eólica que fornece a primeira água potável em sua aldeia e duas outras turbinas eólicas (a mais alta, com 12 metros) e está planejando mais dois, incluindo um em Lilongué, a capital do Maláui.

## Vida e carreira
Kamkwamba nasceu em uma família pobre e dependia principalmente da agricultura para sobreviver. Ele gostava de brincar com seus amigos, Gilbert e Geoffrey, usando materiais reciclados. De acordo com sua autobiografia, seu pai tinha sido um homem briguento que mudou depois de se tornar cristão. Uma fome incapacitante forçou Kamkwamba a abandonar a escola, e ele não pôde voltar à escola porque sua família não podia pagar a mensalidade. Em uma tentativa desesperada de manter sua educação, Kamkwamba começou a visitar frequentemente a biblioteca da vila. Foi lá que Kamkwamba descobriu seu verdadeiro amor pela eletricidade. Antes, ele montara uma pequena empresa para consertar os rádios de sua aldeia, mas esse trabalho não lhe rendeu muito dinheiro. 
Kamkwamba, depois de ler um livro chamado Using Energy, decidiu criar uma turbina eólica improvisada. Ele experimentou um pequeno modelo usando um dínamo barato e acabou produzindo uma turbina eólica que acionava alguns eletrodomésticos na casa de sua família. Agricultores locais e jornalistas investigaram o dispositivo de fiação e a fama de Kamkwamba em notícias internacionais disparou. Um blog sobre suas realizações foi escrito no Hacktivate e Kamkwamba participou do primeiro evento celebrando seu tipo particular de engenho chamado Maker Faire Africa, em Gana, em agosto de 2009.

## Fama

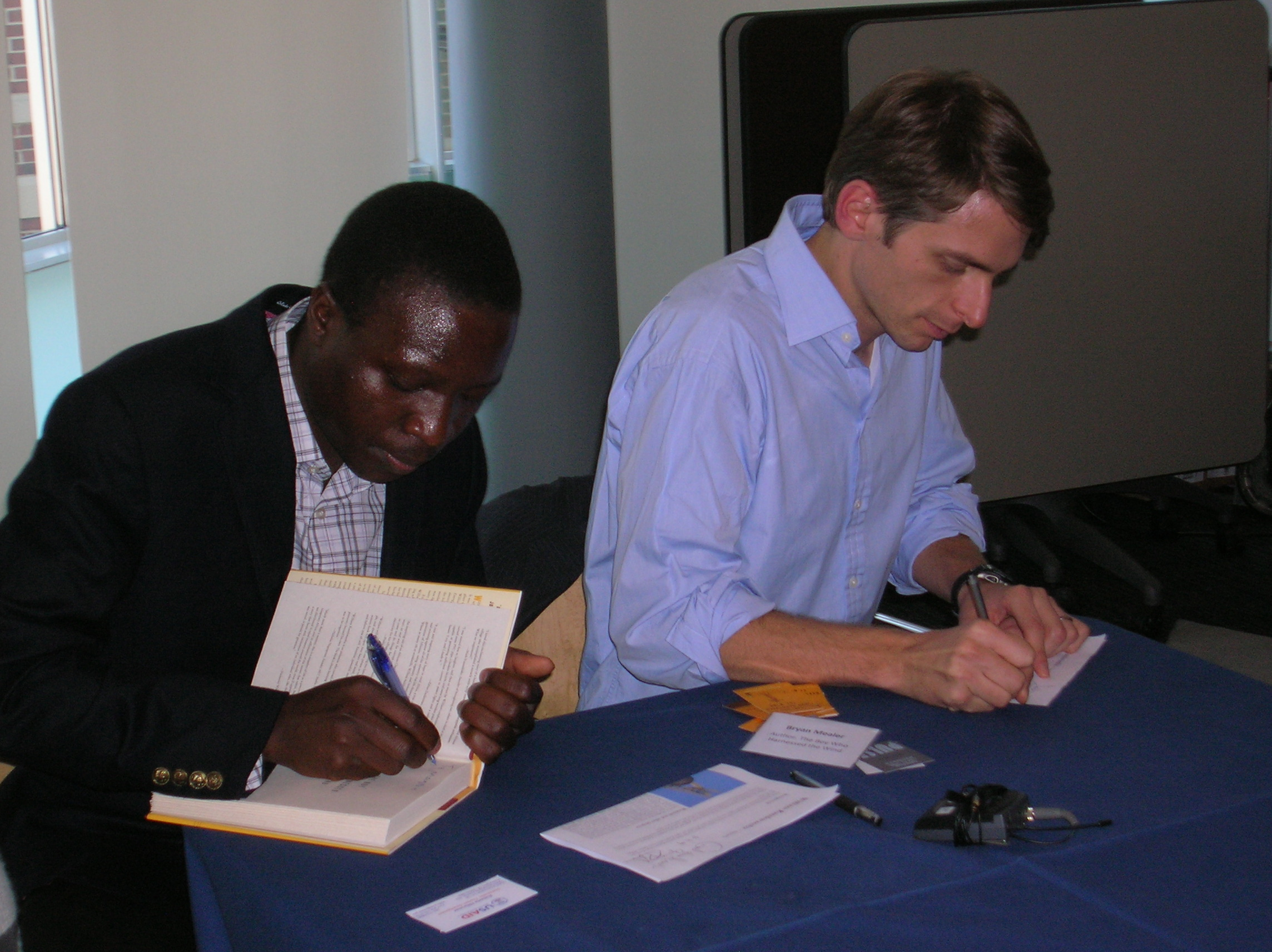
Kamkwamba em uma sessão de autógrafos

Quando o The Daily Times escreveu uma história sobre a turbina eólica de Kamkwamba em novembro de 2006, a história circulou pela blogosfera, e o diretor da conferência TED Emeka Okafor convidou Kamkwamba para falar no TEDGlobal 2007 em Arusha, Tanzânia como convidado. Seu discurso emocionou o público e vários capitalistas de risco na conferência prometeram ajudar a financiar sua educação secundária. Sua história foi coberta por Sarah Childress para o The Wall Street Journal. Ele se tornou um estudante na Academia Colégio Bíblico Cristão (Christian Bible College Christian Academy) em Lilongué. Ele então passou a receber uma bolsa de estudos para a African Leadership Academy e em 2014 se formou no Dartmouth College em Hanôver, New Hampshire.
O livro de Kamkwamba, O Garoto que Conquistou o Vento, foi selecionado como o "1 Livro, 1 Comunidade" de 2013 para o sistema de biblioteca pública do Condado de Loudoun. "1book 1community é um programa de leitura de âmbito municipal que promove o diálogo e a compreensão da comunidade por meio da experiência compartilhada de ler e discutir o mesmo livro." Cópias do livro foram compradas dos fundos de presente da AV Symington e Irwin Uran.
Kamkwamba é o tema do documentário William and the Windmill, que ganhou o Grande Prêmio do Júri de Melhor Documentário, no festival de cinema South By Southwest 2013 em Austin, Texas.  
Em 2013, a revista TIME classificou Kamkwamba como uma das "30 pessoas com menos de 30 anos mudando o mundo". 

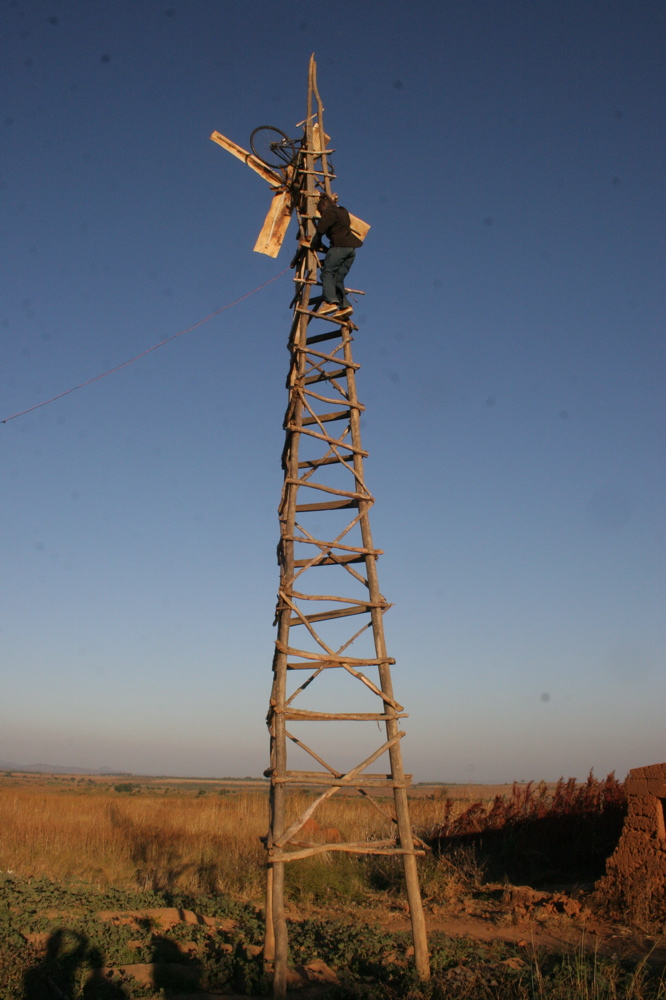
O moinho de vento de William Kamkwamba

Em 2010, o menino que descobriu o vento foi selecionado como o livro comum da Universidade da Flórida, necessário para que todos os alunos entrassem para ler. Em 2014, foi selecionado como o livro comum na Auburn University e na University of Michigan College of Engineering. William fez uma aparição em cada universidade para discutir seu livro e sua vida. 
Em 2014, Kamkwamba recebeu um diploma de Bacharel em Estudos Ambientais do Dartmouth College, em Hanover, New Hampshire  onde foi eleito para a Sphinx Senior Honor Society. 
Em 2019, o menino que descobriu o vento foi adaptado para um filme, estrelado por Chiwetel Ejiofor, que também escreveu e dirigiu.